# Jewgienij Siemienienko
Jewgienij Stanisławowicz Siemienienko, ros. Евгений Станиславович Семененко (ur. 26 lipca 2003 w Petersburgu) – rosyjski łyżwiarz figurowy, startujący w konkurencji solistów. Uczestnik igrzysk olimpijskich (2022), uczestnik mistrzostw świata, medalista zawodów międzynarodowych oraz mistrz Rosji juniorów (2021).

## Osiągnięcia
| Zawody                                | 16–17          | 17–18          | 18–19          | 19–20          | 20–21          | 21–22          |                |                |                |                |                |                |                |                |                |                |                |
| Międzynarodowe                        | Międzynarodowe | Międzynarodowe | Międzynarodowe | Międzynarodowe | Międzynarodowe | Międzynarodowe | Międzynarodowe | Międzynarodowe | Międzynarodowe | Międzynarodowe | Międzynarodowe | Międzynarodowe | Międzynarodowe | Międzynarodowe | Międzynarodowe | Międzynarodowe | Międzynarodowe |
| ------------------------------------- | -------------- | -------------- | -------------- | -------------- | -------------- | -------------- | -------------- | -------------- | -------------- | -------------- | -------------- | -------------- | -------------- | -------------- | -------------- | -------------- | -------------- |
| Zimowe igrzyska olimpijskie           |                |                |                |                |                | 8              |                |                |                |                |                |                |                |                |                |                |                |
| Mistrzostwa świata                    |                |                |                |                | 8              |                |                |                |                |                |                |                |                |                |                |                |                |
| Mistrzostwa Europy                    |                |                |                |                |                | 5              |                |                |                |                |                |                |                |                |                |                |                |
| GP Rostelecom Cup                     |                |                |                |                | 6              | 6              |                |                |                |                |                |                |                |                |                |                |                |
| GP Skate Canada International         |                |                |                |                |                | 3              |                |                |                |                |                |                |                |                |                |                |                |
| CS Finlandia Trophy                   |                |                |                |                |                | 5              |                |                |                |                |                |                |                |                |                |                |                |
| CS Ice Challenge                      |                |                |                |                |                | WD             |                |                |                |                |                |                |                |                |                |                |                |
| Minsk-Arena Ice Star                  |                |                |                |                | 3              |                |                |                |                |                |                |                |                |                |                |                |                |
| Tallink Hotels Cup                    |                |                |                | 2              |                |                |                |                |                |                |                |                |                |                |                |                |                |
| Międzynarodowe: Kategorie młodzieżowe |                |                |                |                |                |                |                |                |                |                |                |                |                |                |                |                |                |
| JGP w Austrii                         |                | 6              |                |                |                |                |                |                |                |                |                |                |                |                |                |                |                |
| Krajowe                               |                |                |                |                |                |                |                |                |                |                |                |                |                |                |                |                |                |
| Mistrzostwa Rosji                     |                |                |                |                | 11             | 4              |                |                |                |                |                |                |                |                |                |                |                |
| Mistrzostwa Rosji juniorów            | 10             |                |                | 5              | 1              |                |                |                |                |                |                |                |                |                |                |                |                |
| Zawody drużynowe                      |                |                |                |                |                |                |                |                |                |                |                |                |                |                |                |                |                |
| World Team Trophy                     |                |                |                |                | 1 T 5 P        |                |                |                |                |                |                |                |                |                |                |                |                |